# Trey Fix-Wolansky
Trey Kieren Fix-Wolansky, född 26 maj 1999, är en kanadensisk professionell ishockeyforward som är kontrakterad till Columbus Blue Jackets i National Hockey League (NHL) och spelar för Cleveland Monsters i American Hockey League (AHL). Han har tidigare spelat för Edmonton Oil Kings i Western Hockey League (WHL).
Fix-Wolansky draftades av Columbus Blue Jackets i sjunde rundan i 2018 års draft som 204:e spelare totalt.

## Statistik
| 2012–2013  | CAC Canadians         | AMBHL      | 33  | 14 | 10  | 24  | 28  | —  | — | — | —  | —  |
| 2013–2014  | CAC Canadians         | AMBHL      | 31  | 19 | 41  | 60  | 69  | 5  | 3 | 4 | 7  | 8  |
| 2014–2015  | CAC Canadians         | AMHL       | 32  | 9  | 16  | 25  | 28  | 13 | 6 | 4 | 10 | 23 |
| 2015–2016  | Spruce Grove Saints   | AJHL       | 51  | 16 | 15  | 31  | 74  | 14 | 5 | 9 | 14 | 8  |
| 2016–2017  | Edmonton Oil Kings    | WHL        | 70  | 24 | 30  | 54  | 69  | —  | — | — | —  | —  |
| 2017–2018  | Edmonton Oil Kings    | WHL        | 71  | 32 | 57  | 89  | 81  | —  | — | — | —  | —  |
| 2018–2019  | Edmonton Oil Kings    | WHL        | 65  | 37 | 65  | 102 | 52  | 16 | 6 | 8 | 14 | 14 |
|            | Cleveland Monsters    | AHL        | —   | —  | —   | —   | —   | 3  | 1 | 1 | 2  | 0  |
| 2019–2020  | Cleveland Monsters    | AHL        | 43  | 12 | 14  | 26  | 32  | —  | — | — | —  | —  |
| 2020–2021  | Cleveland Monsters    | AHL        | 9   | 4  | 5   | 9   | 2   | —  | — | — | —  | —  |
| 2021–2022  | Columbus Blue Jackets | NHL        | 1   | 1  | 0   | 1   | 0   | —  | — | — | —  | —  |
|            | Cleveland Monsters    | AHL        | 22  | 9  | 8   | 17  | 15  | —  | — | — | —  | —  |
| NHL totalt | NHL totalt            | NHL totalt | 1   | 1  | 0   | 1   | 0   | —  | — | — | —  | —  |
| AHL totalt | AHL totalt            | AHL totalt | 74  | 25 | 27  | 52  | 49  | 3  | 1 | 1 | 2  | 0  |
| WHL totalt | WHL totalt            | WHL totalt | 206 | 93 | 152 | 245 | 202 | 16 | 6 | 8 | 14 | 14 |